# Архиепархия Асмэры
Архиепархия Асмэры (лат. Archieparchia Asmarensis) — архиепархия Эритрейской католической церкви с центром в городе Асмэра, Эритрея. Епархия Асмэры распространяет свою юрисдикцию на центральную и южную часть Эритреи. В митрополию Асмэры входят епархии Барэнту, Кэрэна, Сэгэнэйти. Кафедральным собором архиепархии Асмэры является церковь святого Иосифа в Асмэре.

## История
4 июля 1930 года Святой Престол учредил ординариат Эритреи для верующих Эфиопской католической церкви.
31 октября 1951 года Римский папа Пий XII выпустил буллу «Aethiopica Alexandrini», которой преобразовал ординариат Эритреи в апостольский экзархат Эритреи.
20 февраля 1961 года апостольский экзархат Эритреи был преобразован в епархию Асмэры.
21 декабря 1995 года епархия епархия Асмэры передала часть своей территории для возведения новых епархий Барэнту и Кэрэна.
24 февраля 2012 года епархия Асмэры передала часть своей территории для образования новой епархии Сэгэнэйти.
19 января 2015 года Папа Римский Франциск возвёл епархию Асмэры в ранг архиепархии.

## Ординарии архиепархии
- епископ Kidanè-Maryam Cassà (4.07.1930 — 1.09.1951);
- епископ Ghebre Jesus Jacob (24.02.1951 — 1958);
- епископ Asrate Mariam Yemmeru (3.02.1958 — 9.04.1961) — назначен архиепископом Аддис-Абебы;
- епископ François Abraha (9.04.1961 — 17.07.1984);
- епископ Zekarias Yohannes (17.07.1984 — 25.06.2001);
- архиепископ Менгисте Тесфамариам (25.06.2001 — по настоящее время).